# Moate
Moate (An Móta en irlandais) est la troisième ville du comté de Westmeath en Irlande. Elle se trouve sur l'axe de la route nationale Dublin-Galway.
La ville de Moate compte 1 888 habitants.